# 冼少玲
冼少玲，香港資深編劇，現為無綫電視編劇／編審。曾在亞洲電視及香港電視網絡任職編劇。在1989-1997年在亞洲電視任職編劇，於1998年首次加入無綫電視至2012年再轉到香港電視網絡，擔任《大眾情性》、《三面形醫》等劇集編劇，於2016年被邀請回巢並升任編審，首部編審劇集是與蔡婷婷合作的《心理追兇 Mind Hunter》。

## 編審／編劇列表

### 電視劇（亞洲電視）
- 1990年：《最佳才子》編劇
- 1995年：《一屋兩鬼三人行》編劇、《法外英雄》編劇、《殭屍道長》編劇
- 1996年：《殭屍道長II》編劇
- 1997年：《天長地久》編劇

### 電視劇（無綫電視）
- 1999年：《布袋和尚》編劇
- 2000年：《男親女愛》編劇
- 2004年：《楚漢驕雄》編劇
- 2005年：《秀才遇著兵》編劇
- 2008年：《通天幹探》編劇、《法證先鋒II》編劇
- 2009年：《有營煮婦》編劇
- 2010年：《誘情轉駁》編劇
- 2012年：《護花危情》編劇、《4 In Love》編劇
- 2017年：《心理追兇 Mind Hunter》編審+編劇（蔡婷婷、李綺華合編）
- 2018年：《再創世紀》編審（蔡婷婷合編）
- 2020年︰《殺手》編審（蔡婷婷合編）
- 2021年：《陀槍師姐2021》編審（蔡婷婷合編）
- 2021年：《十月初五的月光》編審
- 2022年：《法證先鋒V》編審

### 電視劇（香港電視網絡）
- 2015年：《大眾情性》編審（與張之彥合作）、《三面形醫》編劇